# سوبر مان (لعبة فيديو 1999)
سوبر مان (بالإنجليزية: Superman: The New Superman Adventures)‏، هي لعبة فيديو التي انتجها شركة تيتوس سوفتوير الفرنسية سنه 1999، وتعمل لمنصة نينتندو 64 الحصرية، يعد هذه اللعبة من أسوأ الألعاب للعبة ثلاثي الأبعاد، مثل طريقة الطيران وانقاذ الرهينة وسوء جودة الصورة وغير ذلك، حيث قيمت آي جي إن لمراجعة الألعاب على أن هذه اللعبة نسبة 3.4/10، وهي أسوأ التصانيف للعبة.